# Zákon o správě voleb
Zákon o správě voleb je zákon, který upravuje společná pravidla výkonu státní správy voleb do Parlamentu České republiky, volby prezidenta republiky, voleb do zastupitelstev krajů, voleb do zastupitelstev obcí a voleb do Evropského parlamentu. Zákon dále zapracovává předpisy Evropské unie upravující volby do Evropského parlamentu a volby do zastupitelstev obcí.
Poslanecká sněmovna tento zákon přijala 24. října 2023, a to již v prvním čtení. Senát zákon přijal 6. března 2024, prezident republiky jej podepsal 22. března 2024. Ve Sbírce zákonů byl pak vyhlášen dne 16. října 2024.

## Obsah
Zákon se člení na čtrnáct částí, přičemž část druhá se dále člení na dvě hlavy. K zákonu je dále jedna příloha.
Zákon sjednocuje společná pravidla pro volby na území České republiky a značné části ostatních volebních zákonů zrušil. Mimo jiné zavedl Informační systém voleb, který má zjednodušit činnost a komunikaci volebních orgánů.
Ještě před nabytím účinnosti byl zákon dvakrát novelizován. První novela č. 268/2024 Sb. zavedla možnost korespondenčního hlasování pro voliče žijící v zahraničí. Druhá novela č. 269/2024 Sb. umožnila navrhování kandidátů pro volbu prezidenta republiky elektronickou peticí.